# شیخ امام
امام محمد احمد عیسی (عربی: إمام محمد أحمد عیسی) یا شیخ امام (عربی: الشیخ إمام) (۲ ژوئیه ۱۹۱۸ – ۶ ژوئن ۱۹۹۵) آهنگساز و خواننده مشهور مصری بود. او در بیشتر عمر خود با شاعر محاوره ای مشهور مصری احمد فؤاد نجم یک گروه دونفره تشکیل داد. آن‌ها با هم به خاطر آهنگ‌های سیاسی خود به نفع فقرا و طبقات کارگر شناخته می‌شدند.

## زندگی و حرفه
امام در یک خانواده فقیر در روستای مصری در حومهٔ جیزه به دنیا آمد. او در کودکی بینایی خود را از دست داد. در پنج سالگی وارد کلاس روخوانی شد و در آنجا قرآن را حفظ کرد. او بعداً برای تحصیل به قاهره رفت و در آنجا زندگی درویشی داشت. امام در قاهره با شیخ درویش الحریری، از چهره‌های برجسته موسیقی آن زمان، آشنا شد که مقدمات موسیقی و آواز موشح را به او آموخت. سپس با زکریا احمد آهنگساز مصری کار کرد. در آن زمان، او به ترانه‌های عامیانه مصری به‌ویژه آهنگ‌های سید درویش و عبده الحامولی ابراز علاقه کرد. در جشن‌های عروسی و تولد هم اجرا می‌کرد.
در سال ۱۹۶۲ با شاعر مصری احمد فؤاد نجم آشنا شد. آنها برای سال‌ها گروهی دونفره تشکیل دادند که آهنگ‌های سیاسی می‌ساختند و بیشتر به نفع طبقات مستضعف، فقیر و متهم کردن طبقات حاکم بودند. اگرچه آهنگ‌های آنها در ایستگاه‌های رادیو و تلویزیون مصر ممنوع بود، اما در دهه‌های ۱۹۶۰ و ۱۹۷۰ در میان مردم عادی محبوبیت داشت. سرودهای انقلابی آنها در انتقاد از دولت پس از جنگ ۱۹۶۷ آنها را چندین بار به زندان و بازداشت کشاند. امام در اواسط دهه ۸۰ چندین کنسرت در فرانسه، انگلیس، لبنان، تونس، لیبی و الجزایر اجرا کردند. بعدها امام و نجم پس از چندین اختلاف از هم جدا شدند. امام پس از یک بیماری طولانی در سن ۷۶ سالگی درگذشت.